# Joan Ballester i Zafra
Joan Ballester i Zafra (Palma, 1688 - 1766) va ser un militar i enginyer mallorquí, capità general de Mallorca interí durant el regnat de Ferran VI d'Espanya.
Ingressà a l'Exèrcit en 1705 i va estar destacat al regiment del Castell de Sant Felip de Maó i el 1710 passa com a cadet al Regiment d'Infanteria de Sòria, lluitant a la Guerra de Successió Espanyola, principalment en la presa de Mallorca per les tropes de Felip V d'Espanya en 1715.
Ascendit a enginyer ordinari, Joris Prosper Van Verboom el destinà a les obres de la ciutadella de Barcelona i en 1718 l'acompanyaria en la seva expedició a Sicília. En 1720 fou ascendit a capità d'enginyers i destinat a Alacant, on va realitzar els plànols de fortificació de la ciutat, projectant un nou cinturó emmurallat amb cinc baluards asimètrics. En 1721 va participar en els fortificacions de Ceuta i en 1725 a Pamplona. De 1726 a 1732 fou destinat a Mallorca i en 1733 se li va ordenar el projecte de fortificació de la plaça i els castells d'Orà, on en fou comandant general i governador interí. En 1735 fou ascendit a enginyer director i en 1737 fou designat membre de la Reial Junta de Fortificacions.
En 1739 fou nomenat enginyer director d'Eivissa amb grau de coronel. Entre altres obres i millores va elaborar un mapa de Formentera, bateries per la defensa del port de Sant Antoni de Portmany i una línia fortificada que envoltava l'illa amb quatre torres de vigilància de tres plantes, com la torres des Molar, la torre de Portinatx, la torre des Savinar i la torre de Compte, a Eivissa, i la torre de Punta Prima i la Torre des Garroveret a Formentera, totes elles amb tres plantes. En 1740 fou nomenat director de fortificacions de Mallorca i fou encarregat d'aixecar plànols de l'Alcúdia. En 1755 també va impulsar la construcció de la primera estacada d'Eivissa. Entre 1764 i 1765 fou capità general de Mallorca interí. Va morir a Palma en 1766.